# Pleșești (Podgoria), Buzău
Pleșești este un sat în comuna Podgoria din județul Buzău, Muntenia, România. Se află în nordul județului, în zona Subcarpaților de Curbură la limita cu județul Vrancea.
Satul Pleșești a fost comuna, iar satul Dănulești era atașat de Pleșești până în 1968, când aceasta s-a desființat și Pleșești a trecut la comuna Podgoria.